# توماس هيرش
توماس هيرش (بالإسبانية: Tomás Hirsch)‏ هو رائد أعمال ودبلوماسي وشخصية أعمال وسياسي تشيلي، ولد في 19 يوليو 1956 بسانتياغو في تشيلي. حزبياً، نشط في Humanist Party (Chile) ‏. وقد انتخب عضو مجلس النواب من شيلي وقد انضم خلال فترته النيابية ‏  للكتلة البرلمانية Broad Front (Chilean political coalition) ‏.